# Luke Lamperti
Luke Lamperti, né le 31 décembre 2002 à Sebastopol (Californie), est un coureur cycliste américain.

## Biographie
Luke Lamperti pratique d'abord le moto-cross dans sa jeunesse avant de passer au cyclisme à l'âge de 11 ans. Son frère aîné Gianni a également été coureur cycliste. 
En mai 2021, il remporte au sprint massif une étape du Tour d'Eure-et-Loir (UCI 2.2), à seulement 18 ans,. Le mois suivant, il devient le plus jeune coureur de l'histoire à s'imposer sur la course en critérium des championnats des États-Unis, en élite,.
Il signe un contrat pour deux saisons à partir de 2024 avec l'équipe Soudal Quick-Step. En 2024, il réalise un bon début de saison avec un podium sur la Muscat Classic et sur le Trofeo Ses Salines puis sur un étape du Tour d'Oman où il porte le maillot de leader pendant une étape.

## Palmarès
- 2018
  - 3e et 4e étapes du Tour d'Irlande juniors
- 2019
  - Berkeley Hills Road Race
  - 2ea étape du Grand Prix Rüebliland
  - 2e du championnat des États-Unis du critérium juniors
- 2020
  - 2e étape de la Valley of the Sun Stage Race
  - 2e étape du Tour of Southern Highlands
- 2021
  -  Champion des États-Unis du critérium
  - 2e étape du Tour d'Eure-et-Loir
  - Bariani Road Race
  - 10e du championnat du monde sur route espoirs
- 2022
  -  Champion des États-Unis du critérium
  - Lincoln Grand Prix
  - 4e épreuve du Tour Series (en)
  - Tulsa Tough :
    - Classement général
    - 3e étape

  - 4e étape du Tour de Taïwan
- 2023
  -  Champion des États-Unis du critérium
  - 1re étape du Tour de l'Alentejo
  - 1re étape du Tour de Bretagne
  - 4e étape du Circuit des Ardennes international
  - Rutland-Melton International Cicle Classic
  - Prologue, 4e et 7e étapes du Tour du Japon
  - 3e étape du Tour d'Italie espoirs
  - 3e du Tour de Bretagne
- 2024
  - 1re étape du Czech Tour
  - 2e de la Muscat Classic
  - 3e du Trofeo Ses Salines-Felanitx
- 2025
  - 1re étape du Czech Tour
  - 2e de la Bredene Koksijde Classic
  - 3e de la Nokere Koerse
  - 3e du Gastown Grand Prix

## Résultats sur les grands tours

### Tour d'Italie
2 participations
- 2024 : 117e
- 2025 : 146e

## Classements mondiaux
| Année                                 | 2022 | 2023 | 2024 |
| ------------------------------------- | ---- | ---- | ---- |
| Classement mondial                    | 468e | 457e | 158e |
| UCI America Tour                      | 37e  | 41e  | 19e  |
|                                       |      |      |      |
| Légende : nc = non classéSource : UCI |      |      |      |